# Гительман, Хелен
Хелен Гительман (фр. Ghitelman Hélène; 29 ноября 1916, Хотин Бессарабской губернии — ?) — бельгийская поэтесса. Писала на французском языке.

## Биография
Родилась в Хотине на севере Бессарабии в семье торговца в 1916 году. В конце 1930-х годов поселилась в Брюсселе.
Член международного ПЕН-клуба, автор многих поэтических сборников на французском языке, в том числе «Avec des mots» (1962), «Brésil à nu» (1970), «Voix de sortilèges» (1972), «Comme du sable entre les doigts» (1977), «Sur la route des étoiles» (1981) и «Encore toi, Brésil» (1984).

## Публикации
- Comme du sable entre les doigts. Брюссель, 1960.
- Avec des mots. CELF: Брюссель, 1962.
- Brésil à nu. Chez l’auteur: Брюссель, 1970.
- Voix de sortilèges. Chez l’auteur: Брюссель, 1972.
- Comme du sable entre les doigts. Брюссель, 1977
- Sur la route des étoiles. Bourdeaux-Capelle: Динан, 1981.
- Encore toi, Brésil. Groupe d’action des écrivains: Braine-l’Alleud, 1984.
- Week-end a Terezopolis. Editions Techniques et Scientifiques, 1986.
- Papa et moi et autres souvenirs: recit autobiographiques. Брюссель, 1989.
- Стихотворение QUAND SE TAIRA LE CHANT